# Tobias Lewenstein
Tobias Tuvia Lewenstein (26. november 1863 i Paramaribo, Surinam – 1953 ved Montreux) var en overrabbiner, som virkede i Danmark, Holland og Schweiz.
Han var søn af Raw Mozes Moshe Juda Lewenstein (1829-1864) og Francisca Fransje Fradche Koetser (1839-?). Lewenstein var overrabbiner, først i Frisland og Haag og siden ved Mosaisk Trossamfunds synagoge i København 1. maj 1903 18. januar 1910. Han endte med at blive afskediget efter store kontroverser med menigheden om bl.a. blandede ægteskaber, som Lewenstein var indædt modstander af.
Siden blev han overrabiner i Zürich.
Han var gift med Flora Frumet Møller (10. november 1873 i Altona - 11. januar 1945 i Zürich), datter af Alexander Møller og Therese Telzche Heymann.